# Министерство инфраструктуры и транспорта Австралии
Министерство инфраструктуры и транспорта Австралии заботится о транспортной инфраструктуре, транспортной безопасности, дорогах, развитии воздушного и морского транспорта.

## Структура
- Ж.д. и интермодальные перевозки
- Управление основными инфраструктурными проекты
- Бюро инфраструктуры, транспорта и региональной экономики
- Управление транспортной безопасности
- Аэропорты